# Mario Pascal
Mario Pascal (Pavia, 31 maggio 1896 – Napoli, 6 novembre 1949) è stato un matematico italiano.

## Biografia
Nato a Pavia da una famiglia di origine francese, originaria di Tarascona, a pochi chilometri da Avignone, figlio del matematico Ernesto Pascal, fratello di Alberto e nipote del latinista Carlo Pascal, studiò matematica all'Università di Napoli dove si laureò nel 1919.
Assistente di meccanica razionale con Roberto Marcolongo, diventò libero docente nella stessa materia e professore incaricato all'Istituto Superiore Navale e poi all'Accademia Aeronautica di Caserta.
Si occupò prevalentemente di meccanica, e in particolare del noto teorema di Kutta-Joukowski. È stato relatore invitato al  Congresso internazionale dei matematici di Bologna del 1928.
Morì a soli 54 anni a causa delle conseguenze di una malattia contratta durante la prima guerra mondiale.